# 松尾章一
松尾 章一（まつお しょういち、1930年 - ）は、日本の歴史学者、法政大学名誉教授。日本近代史専攻。
朝鮮京城府生まれ。1962年、法政大学大学院博士課程単位修得満期退学。法政大学助教授、教授。1971年、「自由民権思想の研究」で法政大学文学博士。2001年、定年退任、名誉教授。

## 著書
- 自由民権思想の研究 柏書房、1965.
- 日本ファシズム史論 法政大学出版局、1977.6. 叢書・現代の社会科学
- 近代天皇制国家と民衆・アジア 法政大学出版局、1997-98.
- 関東大震災と戒厳令 吉川弘文館、2003.9. 歴史文化ライブラリー
- 歴史家 服部之總　日本経済評論社   2016.8

## 共著
- 少年少女国民の歴史 1-2 (日本の近代史) 服部之総共著 福村書店、1957.
- 戦後史と反動イデオロギー 山口啓二共編. 新日本出版社、1981.8.
- 大阪事件関係史料集 松尾貞子共編. 日本経済評論社、1985.11.
- 自由燈の研究 帝国議会開設前夜の民権派新聞（編）日本経済評論社、1991.3.
- 中国人戦争被害者と戦後補償（編）1998.11. 岩波ブックレット總
- 中国人戦争被害者の証言（編）1998.12. 皓星社ブックレット
- 鼎談民衆史の発掘 戦後史学史と自分史を通して 色川大吉、芳賀登、齋藤博共著 つくばね舎、2006.11 つくばね叢書

## 参考
- 関東大震災と戒厳令 - 紀伊國屋書店BookWeb